# Старозаводское
Старозаводское (укр. Старозаводське) — село,
Менжинский сельский совет,
Никопольский район,
Днепропетровская область,
Украина.
Код КОАТУУ — 1222983904. Население по переписи 2001 года составляло 240 человек.

## Географическое положение
Село Старозаводское находится на берегу залива Каховского водохранилища,
на расстоянии в 3 км от села Чкалово.
Вокруг села несколько карьеров Орджоникидзевского ГОКа.